# Червоный Ровец
Червоный Ровец (укр. Червоний Ровець) — село на Украине, находится в Коростышевском районе Житомирской области.
Население по переписи 2001 года составляет 9 человек. Почтовый индекс — 12520. Телефонный код — 4130. Занимает площадь 0,156 км².

## Адрес местного совета
12520, Житомирская область, Коростышевский р-н, с. Гуменники